# Hegganuru, Kanakapura
Hegganuru là một làng thuộc tehsil Kanakapura, huyện Ramanagara, bang Karnataka, Ấn Độ.